# V669 Возничего
V669 Возничего (лат. V669 Aurigae) — одиночная переменная звезда в созвездии Возничего на расстоянии (вычисленном из значения параллакса) приблизительно 3784 световых лет (около 1160 парсеков) от Солнца. Видимая звёздная величина звезды — от +15,65m до +15,58m.

## Характеристики
V669 Возничего — оранжевая вращающаяся переменная звезда типа BY Дракона (BY) спектрального класса K. Эффективная температура — около 4335 K.